# Дьяконовское
Дьяконовское — деревня в Шекснинском районе Вологодской области.
Входит в состав сельского поселения Нифантовского, с точки зрения административно-территориального деления — в Нифантовский сельсовет.
Расстояние по автодороге до районного центра Шексны — 7 км, до центра муниципального образования Нифантово — 5 км. Ближайшие населённые пункты — Обухово, Иванково, Сямичи.
По переписи 2002 года население — 38 человек (12 мужчин, 26 женщин). Преобладающая национальность — русские (95 %).